# ديفورست كيلي
ديفورست كيلي (بالإنجليزية: DeForest Kelley)‏ (و. 1920 – 1999 م) هو ممثل تلفزي، وممثل أفلام، وممثل، من الولايات المتحدة، ولد في أتلانتا، جورجيا، توفي عن عمر يناهز 79 عاماً، بسبب سرطان المعدة.

## وصلات خارجية
- ديفورست كيلي على موقع IMDb (الإنجليزية)
- ديفورست كيلي على موقع ميتاكريتيك (الإنجليزية)
- ديفورست كيلي على موقع روتن توميتوز (الإنجليزية)
- ديفورست كيلي على موقع ألو سيني (الفرنسية)
- ديفورست كيلي على موقع ميوزك برينز (الإنجليزية)
- ديفورست كيلي على موقع تيرنر كلاسيك موفيز (الإنجليزية)
- ديفورست كيلي على موقع أول موفي (الإنجليزية)
- ديفورست كيلي على موقع قاعدة بيانات الأفلام السويدية (السويدية)
- ديفورست كيلي على موقع إن إن دي بي (الإنجليزية)
- ديفورست كيلي على موقع قاعدة بيانات الفيلم (الإنجليزية)